# Rush (gruppo musicale)
I Rush sono stati un gruppo musicale rock canadese formatosi nel 1968 nella città di Toronto (Ontario), annoverato fra i massimi esponenti del rock progressivo nonché fra i principali precursori del progressive metal.
Nella sua formazione storica la band era composta da Geddy Lee (basso, tastiere e voce), Alex Lifeson (chitarra) e Neil Peart (batteria e testi), deceduto nel 2020. Tra il 1968 e il 1974 la formazione ha subìto alcuni mutamenti, fino a raggiungere l'assetto definitivo nel luglio 1974, quando Peart ha sostituito il batterista fondatore John Rutsey in occasione del primo tour del gruppo negli Stati Uniti.
Nel corso dei decenni i Rush hanno rinnovato di continuo il proprio stile, adattandosi alle tendenze musicali di ciascun periodo storico. A inizio carriera hanno proposto un blues metal che, al termine degli anni settanta, si è trasformato in una sintesi di hard rock e rock progressivo; durante gli anni ottanta e novanta hanno sviluppato prima un prog rock di matrice elettronica e poi un hard rock contaminato dal rock alternativo; infine, con l'avvento del terzo millennio, sono tornati alle sonorità "hard prog" delle origini. La discografia del trio può essere divisa in cinque cicli: a eccezione dell'ultimo, essi sono costituiti da quattro album in studio e da un album dal vivo conclusivo; ogni fase è caratterizzata da elementi stilistici che lentamente evolvono dando vita a quella successiva.
Dall'uscita del loro primo album omonimo, i Rush sono diventati famosi per la loro abilità strumentale, per la qualità delle loro composizioni e per i loro testi basati su argomenti filosofici, fantastici e fantascientifici, nonché su tematiche umanitarie, sociali, emotive e ambientali. Hanno influenzato molti artisti hard rock e heavy metal, tra cui Metallica, Anthrax, Primus, Rage Against the Machine e Smashing Pumpkins, ma soprattutto band progressive metal come Dream Theater, Tool e Symphony X.
I Rush hanno vinto numerosi Juno Award e nel 1994 sono stati inseriti nella "Canadian Music Hall of Fame". Nel corso degli anni sono stati riconosciuti fra i più grandi musicisti di sempre in base ai premi vinti da ognuno dei membri e dai sondaggi delle riviste specializzate. Hanno vinto 24 dischi d'oro e 14 di platino, risultando la quinta band rock ad aver ricevuto più dischi d'oro e di platino consecutivamente, e sono al 79º posto nella classifica di maggior vendita di album negli Stati Uniti, con circa 25 milioni di copie vendute.
Nel 2012 i Rush hanno pubblicato il loro ultimo album in studio, Clockwork Angels, seguito da una serie di esibizioni live, il Clockwork Angels Tour. Nel 2013 la band è entrata a far parte della Rock and Roll Hall of Fame, mentre nel 2015 ha effettuato un tour celebrativo per commemorare il quarantesimo anno di carriera discografica, seguito dalla pubblicazione di un estratto live in versione audio e video. Nel 2018 Alex Lifeson ha annunciato che l'attività del gruppo era da ritenersi cessata definitivamente con il precedente tour, e il 7 gennaio 2020 Neil Peart è deceduto a causa di un tumore contro il quale stava lottando da oltre tre anni.

## Storia

### Gli esordi
Il primo nucleo dei Rush si forma nell'agosto 1968, quando il bassista e cantante Jeff Jones si unisce ad Alex Lifeson e John Rutsey, reduci dalle esperienze nelle band The Lost Cause e The Projection, per formare un gruppo che suoni cover blues/hard rock, sullo stile di Led Zeppelin e Jimi Hendrix. Il nome Rush è suggerito da Bill Rutsey, fratello di John. Il concerto inaugurale della band si tiene il 6 settembre; nello stesso mese Jones viene rimpiazzato da Geddy Lee, un compagno di classe di Lifeson. Il gruppo così composto prosegue con l'attività concertistica nei licei e nei locali di Toronto.
Verso la fine del 1968 nel gruppo entra anche il polistrumentista Lindy Young, più maturo ed esperto dei compagni. In questo periodo il nome della band, che comincia ad appoggiarsi a un giovane manager per l'organizzazione dei concerti (Ray Daniels, ancora oggi manager del gruppo), diventa Hadrian.
La fama degli Hadrian cresce considerevolmente, e i concerti cominciano ad attirare un pubblico piuttosto vasto.
Nonostante ciò Rutsey convince i compagni a rimpiazzare Lee con un nuovo bassista ritenuto più idoneo al ruolo: Joe Perna. Lee, uscito dagli Hadrian, forma un nuovo gruppo, i Judd, ai quali ben presto si aggiunge anche Lindy Young, e costringe così Lifeson e Rutsey, unici superstiti degli Hadrian (nel frattempo anche Perna aveva lasciato), a sciogliere la band. Nel settembre del 1969 tuttavia anche i Judd di Lee si sciolgono, così lo stesso Lee con Lifeson e Rutsey ricostituiscono il vecchio gruppo riutilizzando in maniera definitiva il nome Rush.
Da quel momento il gruppo, deciso e determinato, si impegna in una intensa attività live a livello locale, inserendo di tanto in tanto in scaletta, accanto alle cover, anche qualche composizione propria. Nel 1971 i tre decidono di inserire in organico un secondo chitarrista, Mitch Bossi, il quale lascia il gruppo pochi mesi dopo, ritenendo i compagni troppo impegnati nel progetto musicale. I concerti e gli ingaggi da parte dei locali continuano ad aumentare spingendo Geddy e Alex ad abbandonare la scuola per dedicarsi esclusivamente alla musica, proseguendo con una sempre più intensa attività concertistica fino a tutto il 1973. I tre tentano anche di ottenere un contratto discografico presentando a varie compagnie un demo autoprodotto, che non riesce tuttavia a suscitare l'interesse sperato.

### Prima fase: 1973-1976

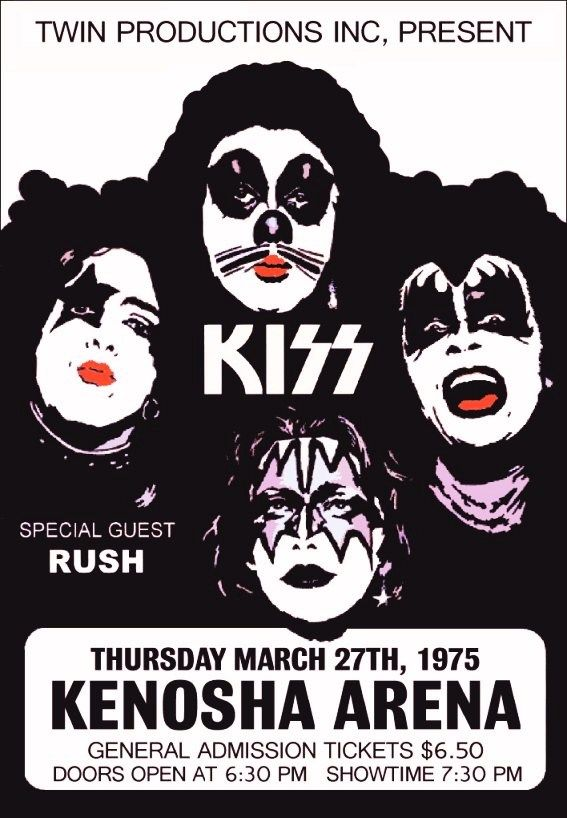
Nei primi anni di attività i Rush si esibivano frequentemente come gruppo spalla per artisti più affermati. Qui una locandina di uno show dei Kiss del 1975 con i Rush come apri concerto

Nonostante le difficoltà, il gruppo prosegue la propria attività sia con tournée che con registrazioni in studio, fino a quando incide nel 1973 il primo singolo autoprodotto, Not Fade Away, una cover di Buddy Holly. Il loro primo album, Rush (1974), in un primo tempo autoprodotto anch'esso ma in seconda battuta ripubblicato attraverso la etichetta Mercury Records che nel frattempo li ha messi sotto contratto, richiama lo stile dai Led Zeppelin, e si dimostra per questo non molto originale, anche se i brani risultano comunque gradevoli e si possono trovare pezzi di bravura, come Finding My Way. Dopo questo primo album il batterista John Rutsey decide di abbandonare il gruppo per problemi di salute, oltre che per divergenze stilistiche con il resto della band.
Dopo l'arrivo del suo sostituto, Neil Peart, nel 1974, la formazione non ha più subìto cambiamenti. È interessante notare che, mentre Lee canta tutte le canzoni, quasi tutti i testi sono stati scritti da Peart. Neil diventa la spina dorsale del gruppo e il suo stile si può già notare dal secondo lavoro in studio Fly by Night (1975) con Anthem, brano energico che mette in risalto la sua ottima tecnica, o con la lunga suite By-Tor & The Snow Dog, primo tra i brani suddivisi in più capitoli realizzato dalla band.
Lo stesso anno esce il suggestivo Caress of Steel. La canzone d'apertura, Bastille Day, continua il discorso iniziato con il primo disco, ma the Professor (così viene chiamato Peart dai suoi compagni di gruppo e dai fans) comincia a portare le sue modifiche: i testi di quel periodo cominciarono a essere pesantemente influenzati dalla fantascienza, dalle opere di Tolkien, e, in alcuni casi, dagli scritti e dalla filosofia di Ayn Rand, come verrà anche mostrato nei futuri lavori 2112 (1976) e Hemispheres (1978).
Notevole e onirica la suite The Fountain of Lamneth, presente sulla seconda facciata di Caress of Steel. Questi lavori iniziali, sono una miscela di hard rock e progressive, simili a Yes o Genesis, e dal punto di vista visivo dimostrano la nascita del gruppo nel breve periodo del glitter rock, quello di artisti come Iggy Pop o David Bowie, fatto di costumi e spettacoli scintillanti.
Caress of Steel è stato tuttavia un album "sconfessato" dal gruppo: negli anni a seguire non verranno quasi più proposti dal vivo brani di questo disco, nemmeno quelli più immediati, come Lakeside Park o Bastille Day.
Il 1976 è l'anno di uscita di 2112, da molti considerato il loro primo gioiello, la prima opera con una forte base che li potesse distaccare definitivamente dal ruolo di gruppo-scia dei Led Zeppelin. All'omonima suite (basata su una novella di Ayn Rand nella quale un giovane scopre la musica – sotto forma di una chitarra – in un'epoca in cui un regime totalitario ha tolto all'uomo ogni spazio di libertà creativa), si alternano canzoni più brevi ma non meno intense, come l'esotica A Passage to Bangkok, l'acustica Lessons, la triste e romantica Tears, la cadenzata The Twilight Zone e la splendida, conclusiva, Something for Nothing, che rappresenta la summa delle tematiche più care ai Rush.
Si chiude così la prima fase con un disco dal vivo, All the World's a Stage, sempre del 1976.

### Seconda fase: 1977-1981

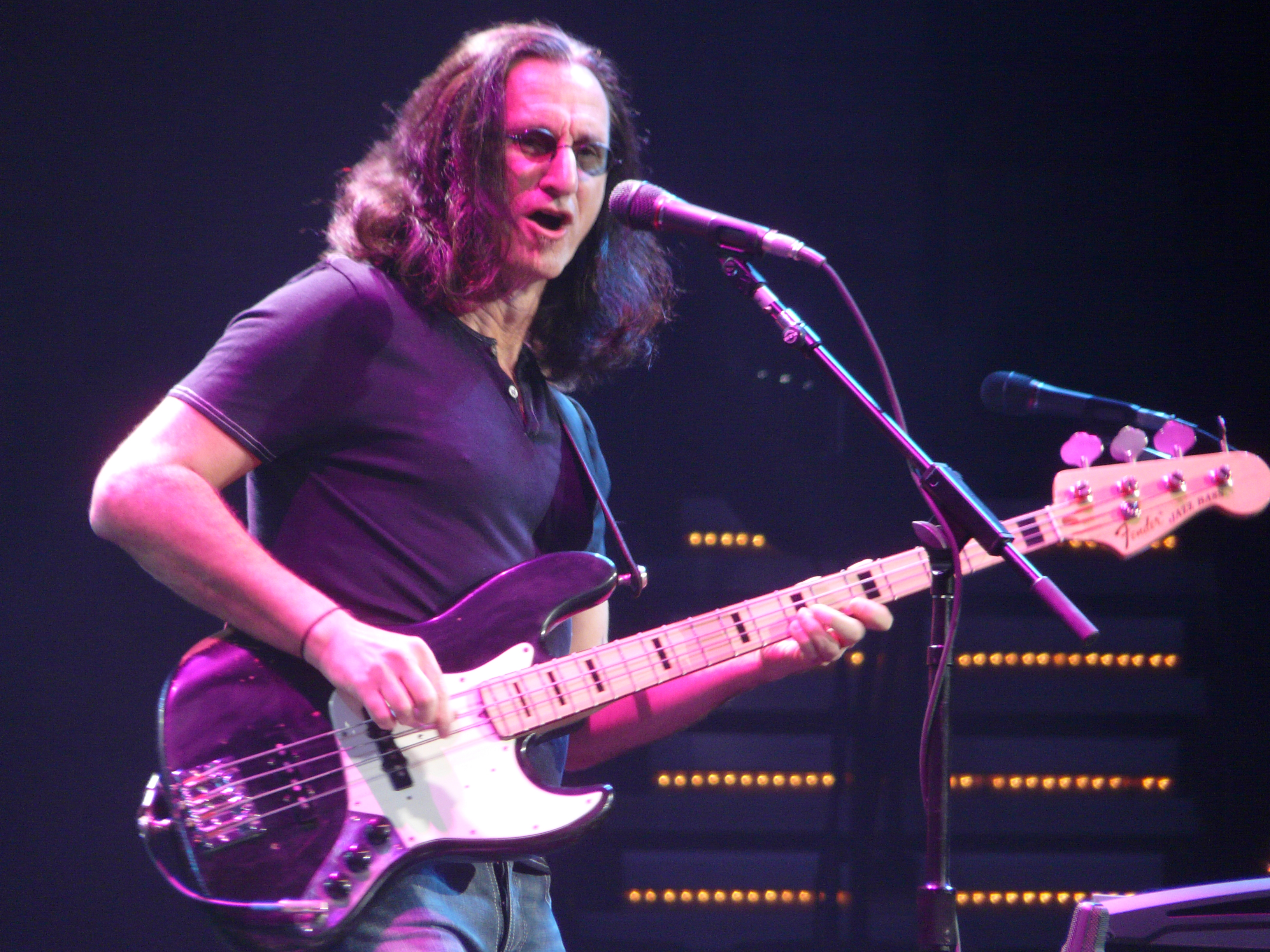
Geddy Lee durante un'esibizione dal vivo

Nel 1977 e nel 1978 escono i loro lavori più complessi, A Farewell to Kings e Hemispheres, strettamente collegati fra loro soprattutto perché il brano finale del primo disco (Cygnus x-1 Book I the voyage) si collega con la suite iniziale del secondo (Cygnus x-1 Book II hemispheres), in una serie di sonorità che sembrano lasciare più spazio alla musicalità tipica del progressive, attraverso chitarre acustiche e soprattutto i sintetizzatori (suonati da Lee anche dal vivo alternandosi con il basso).
La tecnica e il suono di questi due dischi superano quindi tutti gli altri lavori precedenti, soprattutto con brani come Xanadu o La Villa Strangiato.
In una conferenza stampa durante il tour europeo del 1977, a causa soprattutto delle tematiche contenute nei testi di 2112, i Rush vengono apertamente accusati di fascismo; la band smentisce categoricamente le accuse visto che proprio in 2112 si evidenzia il rifiuto della band di qualunque regime totalitario. Tra l'altro, entrambi i genitori di Geddy Lee erano ebrei scampati ai campi di concentramento nazisti. Sempre nello stesso anno il management della band fonda, sulle ceneri della Moon Records che aveva curato la pubblicazione dell'album d'esordio del gruppo nel 1974, la Anthem Records, etichetta indipendente che curerà tutte le pubblicazioni dei Rush (e anche la loro distribuzione nel territorio canadese).
La fine degli anni settanta rappresenta il periodo della svolta verso il punk, anni in cui comunque proporre un certo tipo di musica poteva diventare anacronistico. È forse anche per questo che nel 1980 l'album Permanent Waves cambia drasticamente le cose. Anche se la musica era ancora basata su uno stile hard rock, vengono impiegate sempre più le tastiere. I temi delle canzoni cambiarono di molto, e divennero molto più simili a quelli del rock alternativo che a quelli del rock progressivo. Una canzone in particolare, The Spirit of Radio (che prende il titolo da una emittente radio di Toronto, la CFNY), diviene un notevole successo del circuito alternativo, e diventa anche la prima canzone dei Rush a inserire trame reggae sulla scia di un altro power trio, ovvero i Police. In Permanent Waves, tuttavia, le classiche strutture prog dei Rush anni '70, formalizzate in 2112, A Farewell to Kings e Hemispheres sopravvivono nelle splendide Jacob's Ladder e Natural Science.
L'album successivo, Moving Pictures (1981), ribadisce ulteriormente questa svolta. L'album, il più venduto nel catalogo della band e ritenuto da molti il capolavoro del gruppo, non abbandona ancora strutture prog-rock ma contiene una serie di canzoni rock oriented dalla durata maggiormente concisa (come i classici Limelight, Red Barchetta o lo strumentale YYZ). Sebbene siano ancora contraddistinte da arrangiamenti complessi, esse li avvicinano sempre di più a un sound tipicamente anni '80 per via di un uso dei sintetizzatori ancora più deciso e a un suono di chitarre più classico e meno hard rock. L'album esordisce con una canzone, che è ancora oggi tra le favorite delle stazioni americane di rock classico, Tom Sawyer. La seconda fase termina con il live Exit... Stage Left.

### Terza fase: 1982-1988

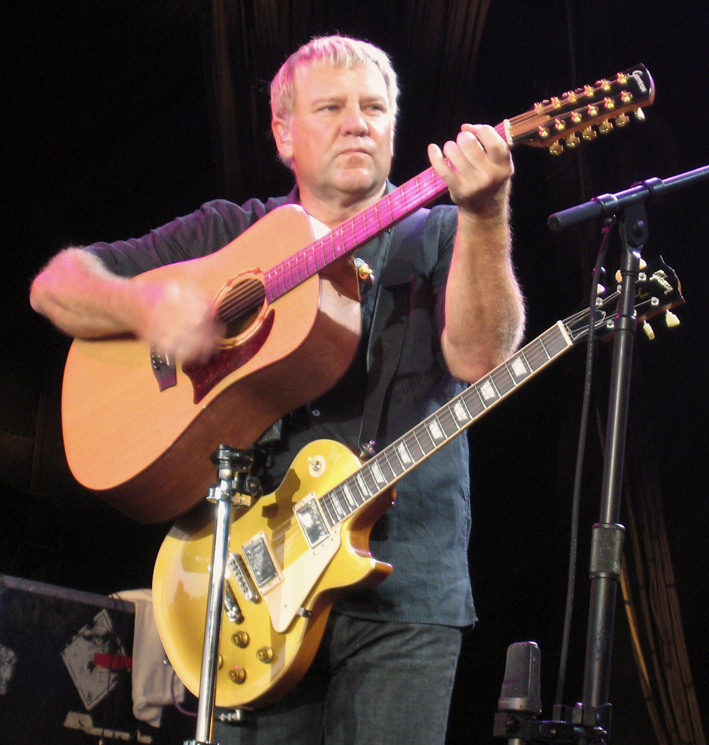
Alex Lifeson in concerto mentre è impegnato in una parte per chitarra acustica

In Signals (1982) è la volta dell'esordio nel rock elettronico, (si ascoltino Subdivisions, Digital Man e New World Man), con le tastiere di Geddy Lee in primo piano rispetto alla chitarra di Alex Lifeson e del drumming di Neil Peart. Signals - ultimo album realizzato in collaborazione con lo storico produttore della band, Terry Brown - è sintomatico di un'evoluzione propria anche ad altri gruppi prog rock degli anni '70, come i loro coetanei Yes, che uscivano con 90125 di Owner of a Lonely Heart, o i King Crimson di Discipline e Beat.
Le tematiche di Signals vengono meglio definite nel successivo Grace Under Pressure (1984), in cui spiccano, fra gli altri, brani come Distant Early Warning, The Body Electric, Red Sector A. Sia il design della copertina che le tematiche dell'album, talvolta ispirate a un'apocalisse futuribile e post-industriale, sia il prominente utilizzo dei pad elettronici e delle tastiere segnano un momentaneo abbandono delle sonorità hard rock degli anni '70, avvicinando i Rush alla new wave e al neoprogressive. Lo stile chitarristico di Lifeson si fa più rarefatto e si concentra maggiormente sulla ritmica, analogamente a quanto effettuato da Andy Summers dei Police o da The Edge degli U2.
Seguono nell'ordine gli album Power Windows (1985), in cui sono presenti pezzi notevoli come Marathon, Manhattan Project, Mystic Rhythms e la rockeggiante The Big Money, e Hold Your Fire (1987), con Force Ten, Mission e Turn the Page, dalla sgargiante copertina rossa, realizzati in collaborazione con il produttore Peter Collins.
Entrambi i lavori sono caratterizzati da arrangiamenti particolarmente fastosi: oltre alle percussioni elettroniche e ai sintetizzatori, sempre presenti, molti dei brani sono arricchiti da cori e orchestrazioni.

### Quarta fase: 1989-2001

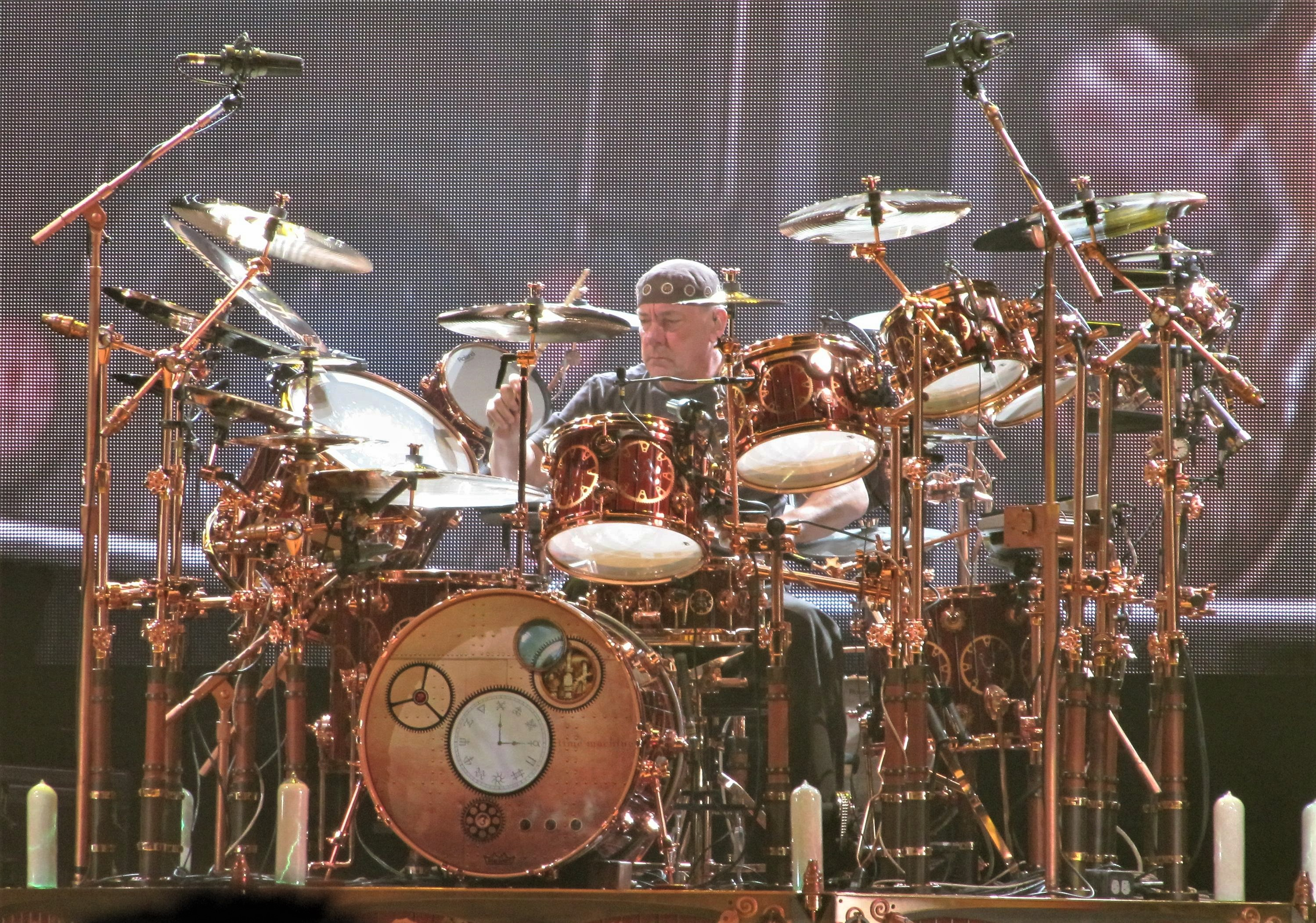
Neil Peart in concerto nel 2010 durante il Time Machine Tour

Il loro terzo disco dal vivo, A Show of Hands (1989), chiude la terza fase dei Rush e ne apre una nuova dove il trio lascia da parte il rock elettronico e con Presto (1989), prima pubblicazione del gruppo con la nuova etichetta Atlantic, si avvicina a una forma di pop/rock pulito e moderno. Le chitarre tornano a essere protagoniste, seppur con un rock melodico, e i sintetizzatori hanno un ruolo più di secondo piano. Questo periodo in realtà durerà solo un altro album: è Roll the Bones del 1991, che mostra anche influenze rap e funk e ottiene ottimi riscontri di vendita; entrambi i lavori sono realizzati con il produttore Rupert Hine.
Dopo questo breve periodo i Rush decidono con Counterparts (1993) di ritornare verso una forma di hard rock moderno che trae qualche leggera influenza dal grunge, avvalendosi nuovamente dell'apporto di Peter Collins quale produttore. Nel 1996 viene pubblicato Victor, album di debutto solista di Alex Lifeson. La band torna con l'album Test for Echo, sempre del 1996, e conferma ulteriormente la svolta iniziata con Counterparts. Segue un triplo live, Different Stages (1998), che chiude nuovamente un ciclo, questa volta, a dire il vero, per motivi purtroppo non solo di natura musicale.
La figlia di Neil Peart, Selena, muore in un incidente stradale nell'agosto 1997, seguita dalla moglie Jacqueline nel giugno 1998 a causa di un tumore. Per queste tragedie il gruppo decide di sospendere l'attività musicale; Peart si imbarca in un viaggio guaritore in motocicletta, percorrendo migliaia di chilometri attraverso il Nord America. Successivamente descriverà il suo viaggio nel libro Ghost Rider: Travels on the Healing Road.
È questo il momento di pausa più lungo del gruppo: si pensava che ormai, anche a seguito di queste gravi vicende, i Rush avessero chiuso la loro attività come band. A sostegno di questa tesi probabilmente contribuisce la pubblicazione del lavoro solista di Geddy Lee My Favorite Headache nel 2000, il quale in precedenza non aveva mai suonato al di fuori del marchio della band.

### Quinta fase: 2002-2015

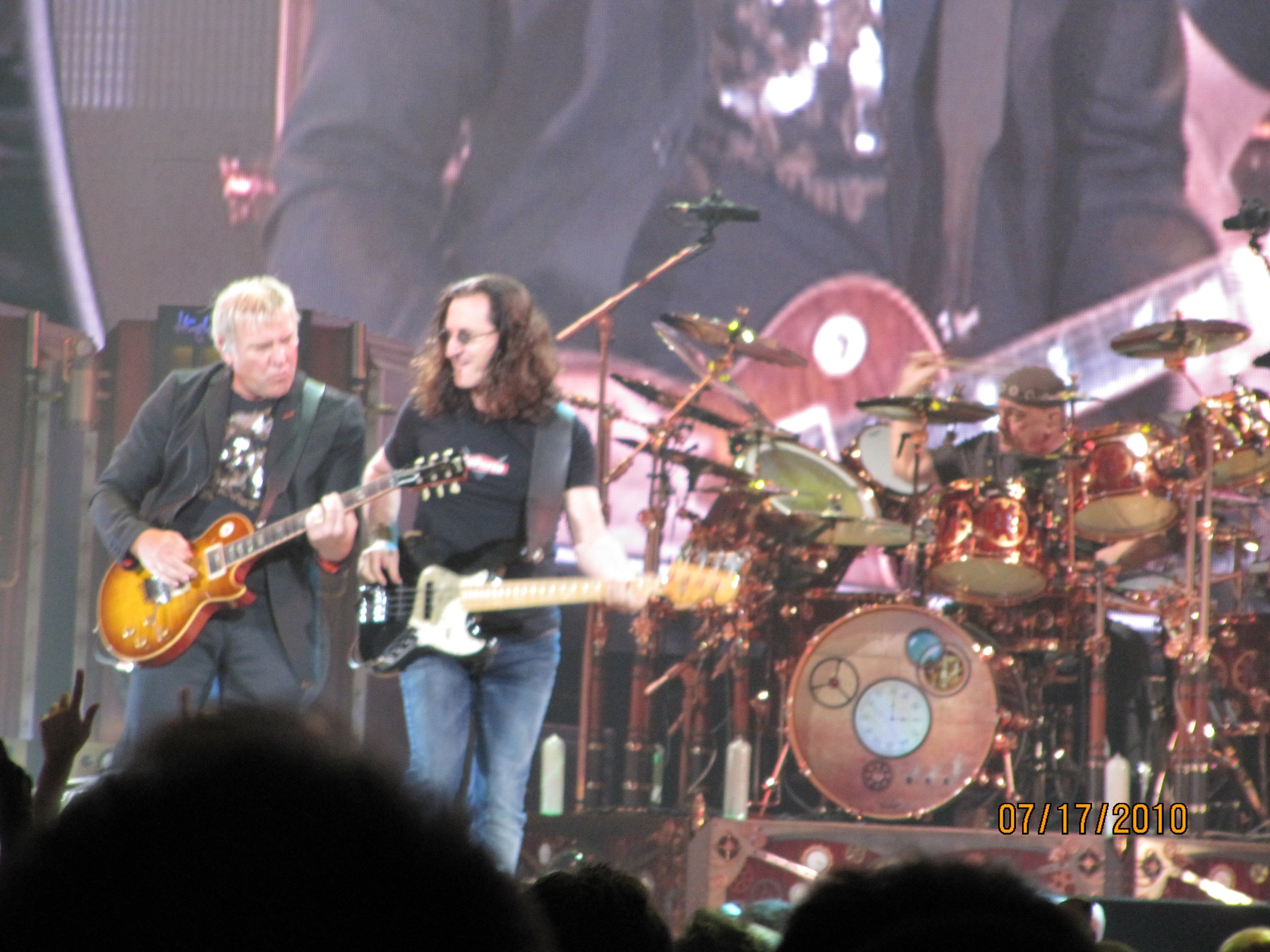
I Rush in concerto

Il gruppo è invece ritornato a suonare nel 2002 con un album sorprendentemente pesante, Vapor Trails, che contiene tra l'altro la canzone Ghost Rider basata sui viaggi del batterista e Freeze, quarta parte della serie dedicata alla paura iniziata negli anni ottanta. Il disco ha ottenuto modesti elogi al suo debutto, ed è stato supportato dal primo tour del gruppo, dopo anni di inattività. Il loro tour, dopo sei anni di pausa, è iniziato con una serie di concerti (di oltre tre ore di lunghezza ciascuno) in Canada e Stati Uniti, a Città del Messico e concluso da tre date in Brasile. L'ultimo show del trionfale tour, la data di Rio de Janeiro, è stata pubblicata nel 2003 come triplo CD e doppio DVD sotto il nome di Rush in Rio. Il 30 luglio dello stesso anno i Rush si esibiscono a Toronto, di fronte a poco meno di mezzo milione di spettatori, nell'ambito della manifestazione rock benefica Molson Canadian Rocks for Toronto, organizzata per raccogliere fondi per contrastare la crisi economica conseguente alla diffusione della SARS nella zona di Toronto. Alla manifestazione partecipano inoltre i Rolling Stones, gli AC/DC, Justin Timberlake e altri.
Nel 2004, per celebrare il 30º anniversario della loro carriera, i Rush danno alle stampe un disco intitolato Feedback, che raccoglie delle cover di gruppi che i tre ascoltavano quando iniziavano a muovere i primi passi nel mondo della musica, come: The Who, The Yardbirds, Cream, Buffalo Springfield e altri. Il tour celebrativo del trentennale di carriera li ha portati a suonare per la prima volta in Italia, con un concerto tenutosi a Milano il 21 settembre. Dalla data di Francoforte sul Meno del 24 settembre è tratto il DVD R30: 30th Anniversary World Tour, pubblicato il 28 novembre 2005.
Nel maggio 2007 i Rush pubblicano un nuovo studio album di inediti, il diciottesimo per l'esattezza, dal titolo Snakes & Arrows, dove iniziano a collaborare con il produttore discografico Nick Raskulinecz. L'album contiene nuovi classici quali Far Cry o Workin' Them Angels e ben tre brani strumentali, uno dei quali, Hope, consiste in un pezzo per sola chitarra acustica. Il trio canadese inizia poi il tour mondiale in giugno, cominciando dall'America per poi arrivare in Europa in ottobre. Passano per l'Inghilterra, Norvegia, Germania, Svezia, Finlandia, e si esibiscono per la seconda volta nella loro carriera, per il secondo tour consecutivo, in Italia, con il concerto tenutosi il 23 ottobre a Milano, con più di tre ore di musica e uno spettacolo laser eccezionale.
Il 15 aprile 2008 esce un altro disco live: è Snakes & Arrows Live, che documenta l'evento tenutosi a Rotterdam il 16 e 17 ottobre 2007. L'11 maggio 2008, invece, arriva la triste notizia della morte del primo storico batterista della band, John Rutsey. Egli aveva 55 anni ed era da tempo malato di diabete, malattia che lo costrinse a lasciare la band dopo appena un album. Il 25 novembre 2008 i Rush pubblicano il triplo DVD Snakes & Arrows Live contenente nei primi due dischi il concerto di Rotterdam del 16 e 17 ottobre 2007. Il terzo DVD intitolato Oh,Atlanta!The Authorized Bootlegs comprende 4 brani eseguiti soltanto nella seconda parte del tour nordamericano della band.
Il 2009 è un anno di pausa per i Rush: sul fronte delle uscite da segnalare la raccolta Retrospective III che raccoglie in CD e DVD il meglio dell'era Atlantic del trio canadese, il DVD tributo a Buddy Rich a cui ha partecipato Neil Peart e Rush, la prima biografia in italiano di Jon Collins a cura della Tsunami Edizioni, versione di Chemistry per l'Italia. Nello stesso anno i Rush fanno un cameo nel film I Love You, Man interpretando se stessi che suonano in concerto mentre i due protagonisti, grandi fan del gruppo, sono tra il pubblico.
Esce nel 2010 il documentario Rush: Beyond the Lighted Stage, curato dagli stessi autori di Metal: A Headbanger's Journey e Flight 666: The Movie sugli Iron Maiden.
Durante l'estate 2010, i Rush s'imbarcano per il Time Machine Tour in Nord America con una setlist che prevede l'esecuzione, per la prima volta nella loro storia, dell'album Moving Pictures per intero, oltre che la presentazione in sede live di alcuni nuovi brani, Caravan e BU2B, già disponibili come singoli dal 1º giugno 2010; si tratta di due anticipazioni del nuovo album previsto per il 2012.
Nel corso del 2011 la band è impegnata nella seconda parte del Time Machine Tour. Risale all'8 novembre 2011 la pubblicazione del CD Time Machine 2011: Live in Cleveland, tratto dalla data di Cleveland del 15 aprile 2011 e disponibile anche in versione video, si tratta della prima pubblicazione con la nuova etichetta del gruppo, la Roadrunner Records. Il 12 giugno 2012 viene pubblicato Clockwork Angels, diciannovesimo album in studio (ventesimo lavoro conteggiando Feedback):  il disco, apprezzato sia dalla critica che dal pubblico, consiste in un'opera rock, dove ogni brano rappresenta un capitolo di una ampia narrazione. Il tour promozionale a sostegno di Clockwork Angels è stato documentato con album e video pubblicati nel novembre 2013. Il 18 aprile 2013, presentati da Dave Grohl e Taylor Hawkins, i Rush vengono introdotti nella Rock and Roll Hall of Fame; vengono premiati nello stesso anno anche gli Heart, Albert King, Randy Newman, i Public Enemy e Donna Summer.
Per commemorare il 40º anniversario di attività del gruppo, nel novembre 2014 viene pubblicato il box set di materiale dal vivo R40. Nel 2015 i Rush sono impegnati nella tournée celebrativa per i 40 anni di attività professionistica, denominata R40 Live Tour, dalla quale è stato tratto un album e video live pubblicati nel novembre 2015. Nello stesso mese Geddy Lee e Alex Lifeson appaiono come guest star in un episodio della quarta stagione della serie televisiva Chicago Fire. Un documentario sul R40 Live Tour, chiamato Time Stand Still, viene invece pubblicato nel novembre 2016.
Secondo le dichiarazioni di Lifeson rilasciate nel gennaio 2018 il gruppo con il tour del 2015 avrebbe concluso ogni attività: "Sono passati poco più di due anni dall'ultima tournée dei Rush. Non abbiamo in programma di effettuare altri tour o di registrare altro. Abbiamo praticamente finito. Dopo 41 anni, abbiamo sentito che era abbastanza.".
Nell'ottobre 2018, Rolling Stone ha pubblicato un'intervista con Lee, che ha dichiarato: "Direi che non posso dirvi molto altro se non che non ci sono piani per fare un nuovo tour. Come ho detto prima, siamo molto vicini e parliamo sempre, ma non parliamo di lavoro, siamo amici e parliamo di vita da amici, non posso davvero dirti di più, temo. Direi che non c'è possibilità di vedere i Rush in tour di nuovo come Alex, Geddy, Neil. Ma vedresti uno di noi, due di noi o tre di noi? È possibile."
Neil Peart è deceduto il 7 gennaio 2020 per cancro al cervello.

## Stile musicale e influenze
Negli album Rush e Fly by Night i Rush presentano un hard rock di matrice blues, frutto dell'emulazione di gruppi come Cream, Blue Cheer e Led Zeppelin, sebbene già nel secondo disco facciano capolino elementi embrionali di rock progressivo. L'approdo al nuovo genere, però, si verifica con Caress of Steel e 2112: in essi il trio canadese alterna brani blues metal a epiche suite di stampo "hard prog" lunghe dieci o venti minuti.
Nei dischi A Farewell to Kings e Hemispheres l'influenza dei gruppi progressive, in particolare gli Yes, aumenta ulteriormente: Geddy Lee inizia a far ricorso alle tastiere e la band perfeziona la peculiare sintesi di hard rock e prog rock che diventerà il suo tratto distintivo e la renderà fonte d'ispirazione per gli artisti progressive metal. Con Permanent Waves e Moving Pictures, tuttavia, i Rush compongono anche pezzi più adatti al mercato radiofonico e con sonorità arena rock e new wave: una delle principali fonti d'ispirazione è il reggae rock proposto dai Police.
Tale novità è l'inizio di un percorso che porterà la band, negli album Signals e Grace Under Pressure, a rendere l'uso di sintetizzatori e sequencer dominante rispetto a quello delle chitarre: abbandonata quasi del tutto l'originaria matrice hard rock, il gruppo dà vita a brani non superiori ai sei minuti di durata che coniugano il prog con l'electro rock. Il culmine di questa fase neoprogressive è rappresentato dai dischi Power Windows e Hold Your Fire, caratterizzati da un massiccio lavoro di produzione discografica.
Gli album Presto e Roll the Bones segnano una svolta nella carriera dei Rush. Il gruppo, infatti, rielabora ancora il proprio stile, con le chitarre nuovamente preponderanti nelle composizioni: ritornano in auge le sonorità hard a scapito di quelle prog e compaiono elementi di pop rock, funk rock e rock alternativo. Counterparts e Test for Echo, tuttavia, determinano un'ulteriore cesura col passato: il rock progressivo viene sostituito quasi completamente da un hard rock di impronta grunge, nel quale le tastiere vengono messe ai margini.
Attraverso il disco Vapor Trails, particolarmente cupo e aggressivo, i Rush portano a compimento il percorso musicale iniziato con Counterparts. Dopo l'interlocutorio EP di cover Feedback, col quale il trio ripropone lo stile "hard blues" degli inizi, la band chiude infine il cerchio della propria evoluzione artistica presentando nei dischi Snakes & Arrows e Clockwork Angels nuovi brani di genere "hard prog", ma con una sensibilità più moderna e vicina al progressive metal.

## Composizione
Nel debutto omonimo dei Rush Lee e Lifeson si occupavano delle musiche e Lee dei testi; in origine il ruolo di paroliere era svolto dal primo batterista del gruppo, John Rutsey, ma egli, poco prima della registrazione dell'album, a causa di insicurezze e ripensamenti, si disfece dei testi, così il vocalist e bassista Geddy Lee fu costretto a dedicarsi alla riscrittura di tutte le parole dei brani. Unico brano nel catalogo dei Rush a portare la firma di Lee (musica) e Rutsey (parole) risulta pertanto essere You Can't Fight it, seconda facciata del primo singolo pubblicato nel 1973.
Tuttavia, con l'arrivo di Peart le cose cambiarono: a lui venne affidato quasi sempre il compito della stesura dei testi. Molto rari sono stati i casi dell'introduzione di compositori esterni (Peter Talbot in Closer to The Heart o Pye Dubois, ad esempio in Tom Sawyer e Force Ten), o della scrittura di testi da parte degli altri componenti del gruppo, cosa peraltro avvenuta solo nella prima parte della carriera (un esempio si può trovare in Lessons scritta da Lifeson o Cinderella Man firmata da Lee). In un solo caso, nel pezzo Chemistry, il testo porta la firma di tutti i componenti del trio.
Nella quasi totalità dei casi Lee e Lifeson provvedono alla scrittura della parte puramente musicale; anche in questo caso le eccezioni sono davvero rare: sono occasionali le partecipazioni del batterista nella scrittura delle musiche (con l'esclusione di tutti gli assoli di batteria, firmati sempre da Peart) come ad esempio nei pezzi A Farewell to Kings o La Villa Strangiato, così come l'accreditamento del solo Lee o del solo Lifeson nella scrittura dei brani, come nello strumentale Hope (Lifeson) o nel pezzo Best I Can (Lee).
Per quanto riguarda l'arrangiamento dei brani esso è curato dal gruppo (in particolare ogni membro sviluppa la parte relativa al proprio strumento), in collaborazione con il produttore discografico.
Nel 2010 i Rush (e cinque dei loro brani) sono stati introdotti nella Canadian Songwriters Hall of Fame. Nel corso della carriera, il gruppo ha complessivamente composto 205 brani: 175 registrati in studio, 19 eseguiti dal vivo e 11 inediti.

## Formazione finale
- Geddy Lee – voce, basso, tastiera, bass pedals, chitarra ritmica (1968-maggio 1969, settembre 1969-2015)
- Alex Lifeson – chitarra, bass pedals, cori (1968-2015)
- Neil Peart – batteria, percussioni (1974-2015)

### Ex componenti
- John Rutsey – batteria, percussioni, cori (1968-1974)
- Jeff Jones – voce, basso (agosto-settembre 1968)
- Lindy Young – voce, tastiere, chitarra, armonica (gennaio-giugno 1969)
- Joe Perna – basso, voce (maggio-luglio 1969)
- Bob Vopni – chitarre, cori (giugno-luglio 1969)
- Mitch Bossi – chitarra, cori (1971-1972)

### Turnisti
- David Campbell – orchestrazione (2012-2013)
- Joel Derouin – violino (2012-2013)
- Gerry Hilera – violino (2012-2013)
- Jonathan Dinklage – violino (2012-2013, 2015)
- Entcho Tudorov – violino (2012-2013)
- Mario De Leon – violino (2012-2013)
- Audrey Solomon – violino (2012-2013)
- Hiroko Taguchi – violino (2012-2013)
- Jacob Szekely – violoncello (2012-2013)
- Adele Stein – violoncello (2012-2013)

## Discografia
- 1974 – Rush
- 1975 – Fly by Night
- 1975 – Caress of Steel
- 1976 – 2112
- 1977 – A Farewell to Kings
- 1978 – Hemispheres
- 1980 – Permanent Waves
- 1981 – Moving Pictures
- 1982 – Signals
- 1984 – Grace Under Pressure
- 1985 – Power Windows
- 1987 – Hold Your Fire
- 1989 – Presto
- 1991 – Roll the Bones
- 1993 – Counterparts
- 1996 – Test for Echo
- 2002 – Vapor Trails
- 2007 – Snakes & Arrows
- 2012 – Clockwork Angels

## Attività live
Sin dagli esordi i Rush hanno dedicato all'attività concertistica molto spazio, attraverso esibizioni eseguite prevalentemente in Canada e negli Stati Uniti (ma anche in Europa, Giappone, Messico, Brasile e altre località), organizzate in impegnativi tour. Complessivamente il gruppo ha eseguito oltre 2100 show nell'arco di circa 40 anni, senza considerare gli show come artisti non professionisti eseguiti a inizio carriera e fino a tutto il 1973. La formazione del gruppo, anche nei concerti dal vivo, è sempre rimasta invariata: nella prima parte del tour di debutto, per circa settanta esibizioni, la batteria è stata suonata da John Rutsey, il primo percussionista della band; in seguito i tre si sono sempre esibiti con la formazione classica (Lee, Lifeson, Peart). Lo show con il pubblico più numeroso di sempre per i Rush si ritiene sia stato quello del 22 novembre 2002 presso San Paolo in Brasile, con circa 60.000 spettatori.
Nella prima parte della carriera, fino al 1978, i Rush hanno eseguito concerti anche come gruppo spalla, in seguito solo come headliner. Nel periodo compreso tra gli anni 1979 e 1985 hanno eseguito anche dei mini tour (chiamati Warm-Up Tour, ovvero "tour di riscaldamento") che anticipavano l'uscita del nuovo album, durante i quali venivano presentati alcuni brani ancora inediti, spesso in versioni non ancora definitive. Fino al tour del 1994 i concerti venivano organizzati coinvolgendo come apri concerto altri artisti, dal 1996 invece i concerti venivano rappresentati come un evento unico, senza gruppi d'apertura (nella formula chiamata An evening with Rush). Solo occasionali le partecipazioni del gruppo a festival musicali. Il gruppo, da sempre molto apprezzato nelle esibizioni dal vivo, viene spesso citato da numerose riviste nell'elenco delle migliori band in concerto: The Delite, Ranker, Rolling Stone, Liveabout, Rateyourmusic.
La strumentazione utilizzata ha via via subìto gli adeguamenti necessari per rendere realizzabile in concerto i brani sempre più complessi pubblicati negli album da studio: dall'iniziale assetto con chitarra, basso e batteria sono state aggiunte nei tardi anni settanta le tastiere e il bass pedal; negli anni ottanta la batteria è stata integrata con un kit elettronico e sono stati impiegati sintetizzatori sempre più moderni e versatili. Durante gli ultimi due tour il palco è stato in parte condiviso con strumentisti aggiuntivi: l'ottetto di archi Clockwork Angels String Ensemble nel Clockwork Angels Tour, un violino elettrico aggiuntivo per alcune serate speciali durante l'R40 Live Tour.
L'apparato scenico fin dagli anni settanta è stato particolarmente curato, ma a partire dagli anni ottanta gli show prevedevano l'utilizzo di filmati in sincrono con i brani eseguiti, impianti luci molto sofisticati, effetti con luci laser e giochi pirotecnici. Soprattutto nella prima parte della carriera alcuni show sono stati trasmessi da emittenti radiofoniche, mentre molte esibizioni, soprattutto a partire dagli anni duemila, sono state registrate per realizzare album dal vivo e video concerti ufficiali (per un totale rispettivamente di 11 album e 9 video). Per ogni tour, a partire da quello di supporto a All the World's a Stage, sono stati realizzati i tourbook, libretti contenenti fotografie, testi scritti, schede su ogni membro della band, l'elenco dello staff al seguito del tour, la discografia ufficiale del gruppo.
Secondo dichiarazioni rilasciate dai membri della band i Rush dopo il tour R40 Live non effettueranno altri tour, almeno in larga scala; le dichiarazioni sono state successivamente confermate con maggior incisività e definitivamente suggellate con la morte del batterista avvenuta nel gennaio 2020.
- Rush Tour (1974-1975)
- Fly by Night Tour (1975)
- Caress of Steel Tour (1975-1976)
- 2112 Tour (1976)

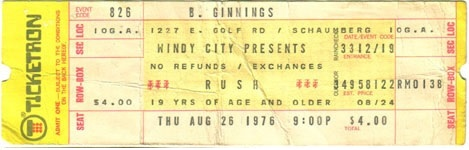
Un biglietto del concerto del 26 agosto 1976

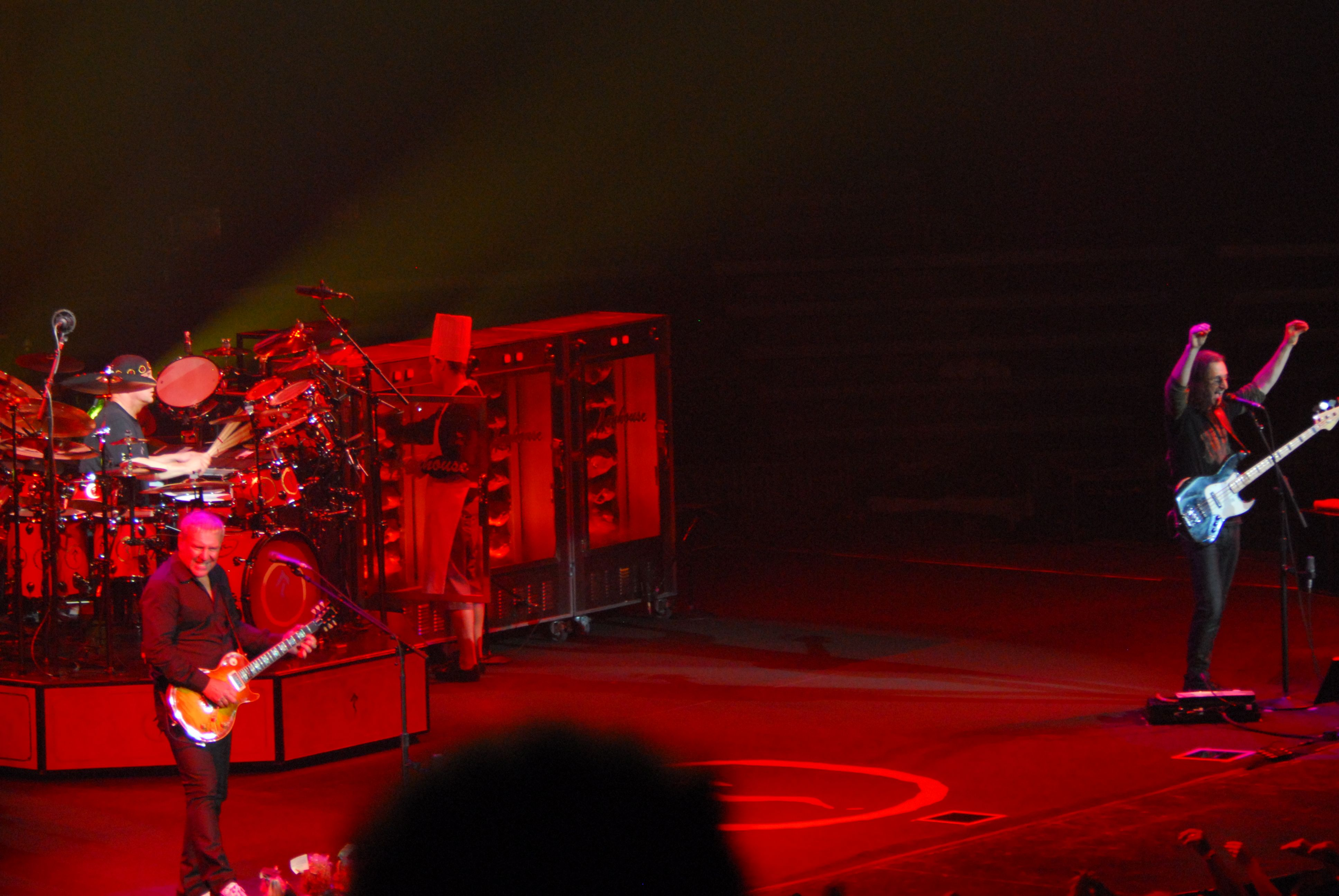
I Rush durante il tour promozionale di Snakes & Arrows

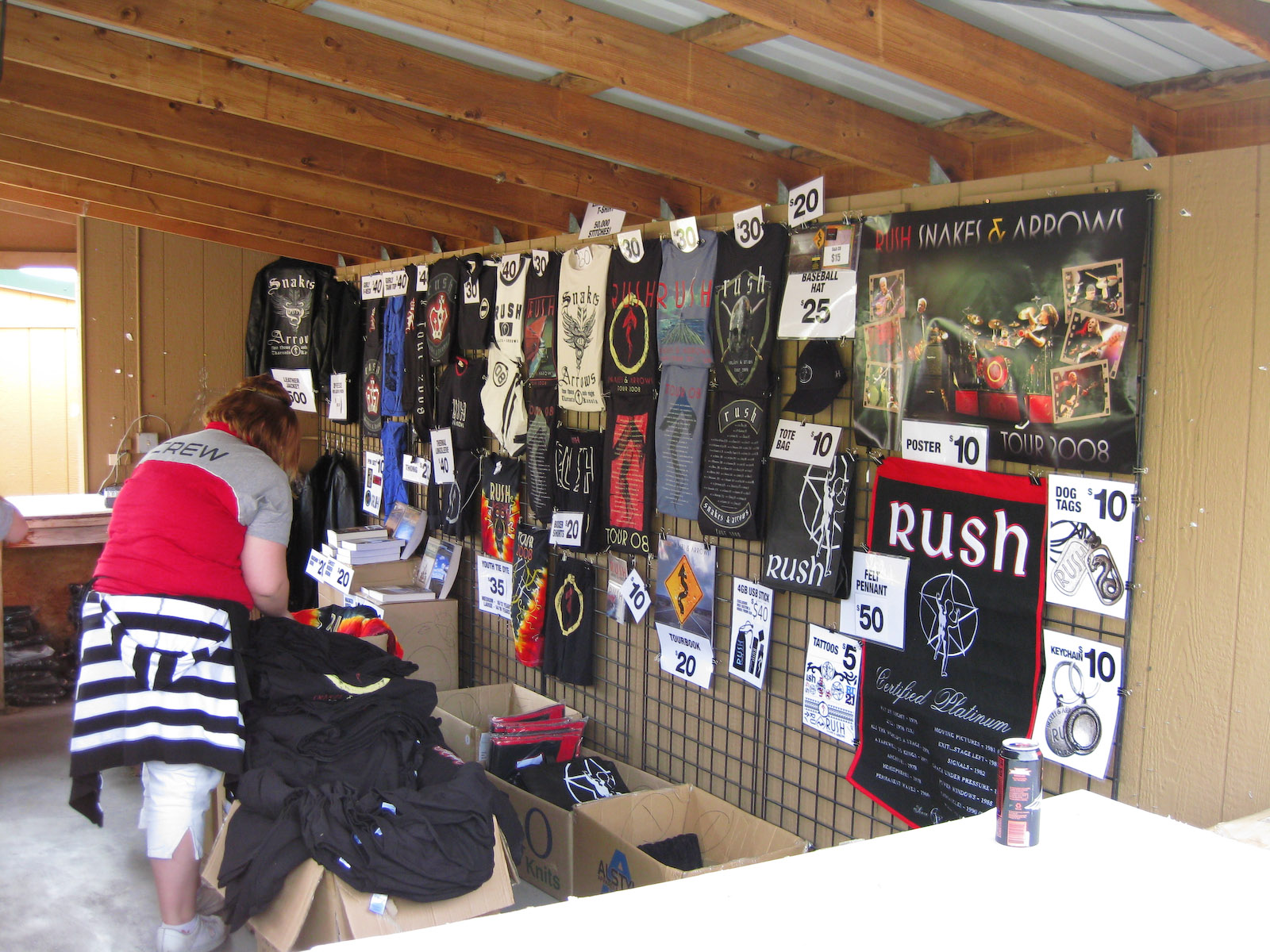
Stand con merchandise allestito in occasione di uno show

- A Farewell to Kings Tour (1977-1978)
- Tour of the Hemispheres (1978-1979)
- Permanent Waves Tour (1980)
- Moving Pictures Tour (1981)
- New World Tour (1982-1983)
- Grace Under Pressure Tour (1984)
- Power Windows Tour (1985-1986)
- Hold Your Fire Tour (1987-1988)
- Presto Tour (1990)
- Roll the Bones Tour (1991-1992)
- Counterparts Tour (1994)
- Test for Echo Tour (1996 e 1997)
- Vapor Trails Tour (2002)
- R30: 30th Anniversary Tour (2004)
- Snakes & Arrows Tour (2007 e 2008)
- Time Machine Tour (2010 e 2011)
- Clockwork Angels Tour (2012 e 2013)
- R40 Live Tour (2015)

### Tour "minori"
- All the World's a Stage Tour (1976-1977)
- Archives Tour (1978)
- Permanent Waves Warm-Up Tour (1979)
- Moving Pictures Warm-Up Tour (1980)
- Exit... Stage Left Tour (1981)
- Signals Warm-Up Tour (1982)
- Grace Under Pressure Warm-Up Tour (1983)
- Power Windows Warm-Up Tour (1985)

## Libri
Libri con Neil Peart autore
- Drum Techniques of Rush – Neil Peart, Bill Wheeler (1985) – ISBN 0-7692-5055-6
- More Drum Techniques of Rush – Neil Peart, Bill Wheeler (1989) – ISBN 0-7692-5051-3
- The Masked Rider: Cycling in West Africa – Neil Peart (1999) – ISBN 1-895900-02-6
- Ghost Rider: Travels on the Healing Road – Neil Peart (2002) – ISBN 1-55022-546-4 (hardcover), ISBN 1-55022-548-0 (paperback)
- Traveling Music: Playing Back the Soundtrack to My Life and Times – Neil Peart (2004) – ISBN 1-55022-666-5
- Roadshow: Landscape With Drums, A Concert Tour by Motorcycle – Neil Peart (2007) – ISBN 1-57940-145-7
- Far and Away: A Prize Every Time – Neil Peart (2011) – ISBN 978-1-77041-058-9
- Far and Near: On Days Like These – Neil Peart (2014) – ISBN 978-1-77041-257-6
- Far And Wide: Bring That Horizon To Me! – Neil Peart (2016) – ISBN 978-1-77041-348-1

Libri con Geddy Lee come autore
- Geddy Lee's Big Beautiful Book of Bass – Geddy Lee (2018) – ISBN 978-0062747839

Libri sui Rush
- Rush – Brian Harrigan (1982) – ISBN 0-86001-934-9
- Rush: Success Under Pressure – Steve Gett (1984) – ISBN 0-89524-230-3
- Rush: Visions: The Official Biography – Bill Banasiewicz (1988) – ISBN 0-7119-1162-2
- Mystic Rhythms: The Philosophical Vision of Rush – Carol Selby Price, et al. (1999) – ISBN 1-58715-102-2
- Rush: Merely Players – Robert Telleria (2002) – ISBN 1-55082-271-3
- Contents Under Pressure: 30 Years of Rush at Home and Away – Martin Popoff (2004) – ISBN 1-55022-678-9
- Rush: Chemistry – Jon Collins (2005) – ISBN 1-900924-85-4 (tradotto in italiano da Tsunami Edizioni col titolo Rush, 2009; ISBN 978-88-96131-03-9)
- Rhythm & Light – Carrie Nuttall (2005) – ISBN 1-57940-093-0
- Rush, Rock Music, and the Middle Class: Dreaming in Middletown – Chris McDonald (2009) ISBN 978-0-253-22149-0
- Rush and Philosophy: Heart and Mind United - Jim Berti, Durrell Bowman (2011) – ISBN 978-0-8126-9716-2
- Neil Peart: Taking Center Stage: A Lifetime of Live Performance - Joe Bergamini (2012) - ISBN 978-1-4584-9427-6
- Rush: The Illustrated History - Martin Popoff (2013) - ISBN 978-0-7603-4364-7
- Rush FAQ: All That's Left to Know About Rock's Greatest Power Trio - Max Mobley (2014) - ISBN 978-1-61713-451-7
- Rush: Life, Liberty and the Pursuit of Excellence - Robert Freedman (2014) - ISBN 978-1-62894-084-8
- Experiencing Rush: A Listener's Companion- Durrell Bowman (2014) - ISBN 978-1-4422-3130-6
- The Rush Chronology - Patrik Lemieux (2015) - ISBN 978-1-9264-6203-5
- Neil Peart: Cultural Repercussions - Brad Birzer (2015) - ISBN 978-1-6147-5354-4
- Rush: Album by Album – Martin Popoff (2017) – ISBN 978-0-7603-5220-5
- Rush: Song by Song - Alex E. Body (2019) - ISBN 978-1-7815-5729-7
- Rush - Wandering the Face of the Earth: The Official Touring History - Skip Daly  (2019)– ISBN 978-1-6838-3450-2

## Premi

### Juno awards
I Rush hanno ottenuto i seguenti Juno awards:
- 1975 Gruppo più promettente dell'anno
- 1978 Gruppo dell'anno
- 1979 Gruppo dell'anno
- 1991 Miglior album Heavy Metal – Presto
- 1992 Miglior album Hard Rock – Roll the Bones
- 1994 Inserimento nella "Canadian Music Hall of Fame"
- 2004 Miglior DVD – Rush in Rio
- 2011 Miglior DVD – Rush: Beyond the Lighted Stage
- 2013 Album Rock dell'anno - Clockwork Angels

### Grammy awards
- 1982 Finalisti per la categoria miglior canzone Rock strumentale
  - YYZ – battuta da Behind My Camel dei The Police.
- 1992 Finalisti per la categoria miglior canzone Rock strumentale
  - Where's My Thing? – battuta da Cliffs of Dover di Eric Johnson.
- 1995 Finalisti per la categoria miglior canzone Rock strumentale
  - Leave That Thing Alone – battuta da Marooned dei Pink Floyd.
- 2004 Finalisti per la categoria miglior canzone Rock strumentale
  - O Baterista – battuta da Mrs. O'Leary's Cow di Brian Wilson.
- 2008 Finalisti per la categoria miglior canzone Rock strumentale
  - Malignant Narcissism – battuta da Once Upon a Time in the West di Bruce Springsteen.
- 2009 Finalisti per la categoria miglior canzone Rock strumentale
  - Hope (Live For the Art of Peace) tratta da Songs for Tibet: The Art of Peace — battuta da Peaches en Regalia di Zappa Plays Zappa (con la partecipazione di Steve Vai e Napoleon Murphy Brock)
- 2011 Finalisti per la categoria miglior Video musicale a lunga durata
  - Rush: Beyond the Lighted Stage – battuta da The Doors When You're Strange (documentario)

### Altri riconoscimenti

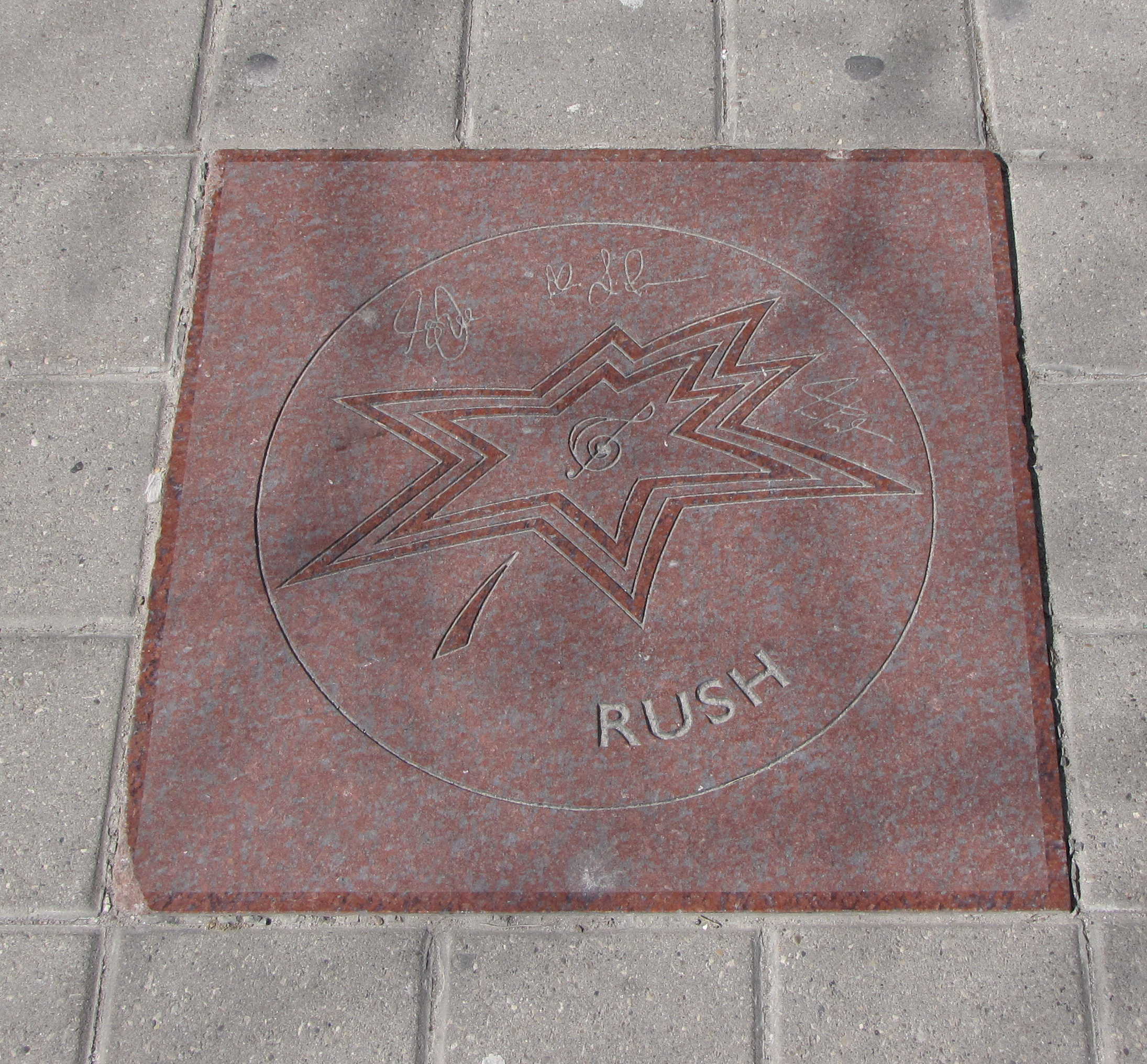
La stella dedicata ai Rush presso la Canada's Walk of Fame

- 1996 I tre membri della band sono nominati ufficiali dell'Ordine del Canada, primo gruppo rock a ricevere questa onorificenza
- 1999 Introdotti nella Canada's Walk of Fame
- 2010 Introdotti nella Hollywood Walk of Fame
- 2012 Nominati alla Governor General's Performing Arts Award, il più prestigioso premio per gli artisti canadesi
- 2012 Introdotti nella Guitar Center's Hollywood RockWalk
- 2013 Introdotti nella Rock and Roll Hall of Fame
- 2014 La Nipissing University, Ontario, conferisce alla band il dottorato per meriti sociali e artistici[37]

### Premi delle riviste musicali
Geddy Lee 
- Bass Hall of Fame – Guitar Player Magazine
- 6 volte vincitore: "Miglior Bassista Rock" – Guitar Player Magazine
- 1993 – "Miglior Bassista Rock", classifica stilata dai lettori di Bass Player
- Miglior album di basso (Snakes & Arrows) - Bass Player Magazine
- "Più bella linea di basso in una canzone" (Malignant Narcissism) - Bass Player Magazine

 Alex Lifeson 
- "Miglior talento Rock" per la rivista Guitar for the Practicing Musician nel 1983
- "Miglior chitarrista Rock" per Guitar Player nel 1984 e nel 2008
- In corsa per "Miglior chitarrista Rock" per Guitar Player nel 1982, 1983, 1985, 1986
- Inserito nella Hall of Fame di Guitar for the Practicing Musician, 1991
- Miglior disco "ferocemente brillante" di chitarra (Snakes & Arrows) - Guitar Player 2007
- "Miglior articolo" per Different Strings – Guitar Player (edizione di settembre). 2007

 Neil Peart 
Peart ha ricevuto i seguenti riconoscimenti dalla classifica dei lettori della rivista Modern Drummer:
- Hall of Fame: 1983
- Migliore batterista Rock: 1980, 1981, 1982, 1983, 1984, 1985, 1986, *2006, *2008 (*vinse alla conta dei voti, ma ineleggibile)
- Migliore multi-percussionista: 1983, 1984, 1985, 1986
- Miglior percussionista: 1982
- Migliore batterista emergente: 1980
- Miglior percussionista in generale: 1986
- 1986 Honor Roll: batterista Rock, multi-percussionista

(* - Come membro dell'Honor Roll in queste categorie, non è più eleggibile nelle suddette.)
- Miglior video didattico: 2006, per Anatomy of a Drum Solo
- Migliore registrazione batteristica degli anni '80, 2007, per YYZ da Exit... Stage Left
- Migliore performance su disco:
  - 1980: Permanent Waves
  - 1981: Moving Pictures
  - 1982: Exit... Stage Left
  - 1983: Signals
  - 1985: Grace Under Pressure
  - 1986: Power Windows
  - 1988: Hold Your Fire
  - 1989: A Show of Hands
  - 1990: Presto
  - 1992: Roll the Bones
  - 1993: Counterparts
  - 1997: Test for Echo
  - 1999: Different Stages
  - 2002: Vapor Trails
  - 2004: R30: 30th Anniversary World Tour
  - 2007: Snakes & Arrows

Peart ha ricevuto i seguenti riconoscimenti dalla rivista DRUM! magazine per il 2007:
- Batterista dell'anno
- Miglior batterista Progressive rock
- Miglior musicista live
- Miglior DVD (Anatomy of a Drum Solo)
- Album col miglior drumming (Snakes & Arrows)

Peart ha ricevuto i seguenti riconoscimenti dalla rivista DRUM! magazine per il 2008:
- Batterista dell'anno
- Secondo classificato Miglior batterista Progressive rock
- Miglior batterista live
- Secondo classificato Miglior batterista Pop

Peart ha ricevuto i seguenti riconoscimenti dalla rivista DRUM! magazine per il 2009:
- Batterista dell'anno
- Miglior batterista Progressive rock

Peart ha ricevuto i seguenti riconoscimenti dalla rivista DRUM! magazine per il 2010:
- Batterista dell'anno
- Secondo classificato Miglior batterista Progressive rock
- Secondo classificato Miglior live performer